# Meygal
Il Meygal (in occitano Maigal) è un massiccio montuoso di origine vulcanica della Francia, parte del Massiccio Centrale, al centro della regione del Velay. Situato nel dipartimento dell'Alta Loira, culmina con i 1.436 metri del Testavoira.